# Historia magistra vitae
Historia magistra vitae o Magistra Vitae és una expressió llatina, utilitzada per Ciceró al seu De Oratore com a personificació de la història, significa "mestre de la vida". Sovint parafrasejat com Historia est Magistra Vitae, transmet la idea que l'estudi del passat hauria de servir de lliçó per al futur, i va ser un pilar important de la historiografia clàssica, medieval i renaixentista.
La frase completa, amb traducció al català, és:
| «                             | (llatí) Historia vero testis temporum, lux veritatis, vita memoriae, magistra vitae, nuntia vetustatis, qua voce alia nisi oratoris immortalitati commendatur? | (català) Però la història és el testimoni dels temps, la llum de la veritat, la vida de la memòria, la mestra de la vida, els pregoners de l'antiguitat, amb quina altra veu es lloa la immortalitat de l'orador? | » |
| — Cicero, De Oratore, II, 36. | | |   |